# Cajeltitlán
Cajeltitlán är en ort i Mexiko.   Den ligger i kommunen Chilapa de Álvarez och delstaten Guerrero, i den sydöstra delen av landet, 230 km söder om huvudstaden Mexico City. Cajeltitlán ligger 1 668 meter över havet och antalet invånare är 174.
Terrängen runt Cajeltitlán är kuperad åt nordväst, men åt sydost är den bergig. Terrängen runt Cajeltitlán sluttar västerut. Runt Cajeltitlán är det ganska glesbefolkat, med 43 invånare per kvadratkilometer. Närmaste större samhälle är Mexcalcingo, 2,7 km nordväst om Cajeltitlán. I omgivningarna runt Cajeltitlán växer huvudsakligen savannskog.